# Saison 2 de Jeremiah
Chronologie
Saison 1
Cet article présente le guide des épisodes de la deuxième saison du feuilleton télévisé Jeremiah.

## Acteurs principaux
- Luke Perry (VF : Lionel Tua) : Jeremiah
- Malcolm-Jamal Warner (VF : Pascal Casanova) : Kurdy
- Peter Stebbings (VF : Philippe Bozo) : Marcus Alexander
- Sean Astin (VF : Jérôme Rebbot) : Monsieur Smith
- Joanne Kelly : Liberty “Libby” Kaufman
- Ingrid Kavelaars (VF : Véronique Picciotto) : Erin
- Byron Lawson (VF : Guillaume Lebon) : Lee Chen

## Épisode 1 Le Gouvernement de Valhalla (1repartie)
- États-Unis : Le 10 octobre 2003 sur Showtime
- France : Le 31 janvier 2004 sur TPS CinéCulte

- Michael David Simms (General Waverly)
- Robert Wisden (Devon)
- Suzy Joachim (Meaghan Lee Rose)
- Robert Foxworth (President Emerson).

## Épisode 2: Le Gouvernement de Valhalla (2epartie)
- États-Unis : le 17 octobre 2003 sur Showtime
- France : le 7 février 2004 sur TPS CinéCulte

- Michael David Simms (General Waverly)
- Robert Wisden (Devon)
- Suzy Joachim (Meaghan Lee Rose)
- Robert Foxworth (President Emerson).

## Épisode 3: Forces attractives
- États-Unis : le 24 octobre 2003 sur Showtime
- France : le 14 février 2004 sur TPS CinéCulte

- Kimberly Hawthorne (Theo)
- Robert Wisden (Devon)
- Aaron Douglas (Davis)
- Biski Gugushe (Steve)
- Travis MacDonald (Guy).

## Épisode 4: L'Alliance
- États-Unis : le 31 octobre 2003 sur Showtime
- France : le 21 février 2004 sur TPS CinéCulte

- David Palffy (Cory)
- Scott Heindl (Trent)
- Kavan Smith (Vincent)
- Adrian Holmes (Sandor)
- Craig Veroni (Enrique Hernandez)

## Épisode 5: Les rites de passages
- États-Unis : le 31 octobre 2003 sur Showtime
- France : le 28 février 2004 sur TPS CinéCulte

- Kimberly Hawthorne (Theo)
- Robert Wisden (Devon)
- Teryl Rothery (Mary)
- Christopher Heyerdahl, Ryan Hale (Simon)
- Noah Beggs (Roland)

## Épisode 6: Le mystérieux Mr Smith
- États-Unis : le 7 novembre 2003 sur Showtime
- France : le 6 mars 2004 sur TPS CinéCulte

- Derek Hamilton (Patrick)
- Jennifer Copping (Leah)
- Tom Scholte, Michael P. Northey (Richard)
- Michael Teigen (Frank)

## Épisode 7: Des voix dans la nuit
- États-Unis : le 7 novembre 2003 sur Showtime
- France : le 13 mars 2004 sur TPS CinéCulte

- Françoise Yip (Rachel)
- Doron Bell (Adam)
- Michael P. Northey (Richard)
- Adrian Hughes (Karl Stevenson)

## Épisode 8: Trahison
- États-Unis : le 1er décembre 2003 sur Showtime
- France : le 20 mars 2004 sur TPS CinéCulte

- John Pyper-Ferguson (Sims)
- Michael Teigen (Frank)
- Ocean Hellman (Barbara)
- Kirsten Williamson (Sheila)
- Jon Cuthbert, Stephen Park (David)
- Matthew Currie Holmes (Keith)
- Dean Marshall (Gary)
- Alessandro Juliani (Daniel (voix))

## Épisode 9: L'homme à abattre
- États-Unis : le 8 décembre 2003 sur Showtime
- France : le 27 mars 2004 sur TPS CinéCulte

- Michael Teigen (Frank)
- Jon Cuthbert, John Pyper-Ferguson (Sims)

## Épisode 10: La question
- États-Unis : le 15 décembre 2003 sur Showtime
- France : le 3 avril 2004 sur TPS CinéCulte

- Enid-Raye Adams (Gina)
- Michael Adamthwaite (Ed)
- Lara Azzopardi (Brianna)
- Kerri Smith (Leader #1)
- Kevan Ohtsji (Leader #2)
- Adrian Holmes (Leader #3)

## Épisode 11: Le présent est notre passé
- États-Unis : le 22 décembre 2003 sur Showtime
- France : le 10 avril 2004 sur TPS CinéCulte

- Enid-Raye Adams (Gina)
- Ron Selmour (Ike)
- Kurt Evans (Ben)
- Eliza Norbury (Lisa)
- Brad Mooney (Jimmy)
- Patrick Gallagher (Tony)

## Épisode 12: Qui est Daniel?
- États-Unis : le 29 décembre 2003 sur Showtime
- France : le 17 avril 2004 sur TPS CinéCulte

- Françoise Yip (Rachel)
- Leila Arcieri (Crystal)
- Robert Wisden (Devon)
- Matthew Walker (Frederick Monash)
- John Pyper-Ferguson (Sims)

## Épisode 13: L'État de l'union
- États-Unis : le 5 janvier 2004 sur Showtime
- France : le 24 avril 2004 sur TPS CinéCulte

- Enid-Raye Adams (Gina)
- John Pyper-Ferguson (Gabriel Sims)
- David Richmond-Peck (Tad)
- Adrian Holmes (Sandor)
- David Lovgren (Jacob)
- Brian Jennings (Samuel)

## Épisode 14: Face à face (1repartie)
- États-Unis : le 12 janvier 2004 sur Showtime
- France : le 1er mai 2004 sur TPS CinéCulte

- Michael Teigen (Frank)
- Donna White (Hannah)
- Enid-Raye Adams (Gina)
- John Pyper-Ferguson (Sims)
- Rik Kiviaho (Lieutenant de Sims)
- David Richmond-Peck (Tad)

## Épisode 15: Face à face (2epartie)
- États-Unis : le 19 janvier 2004 sur Showtime
- France : le 8 mai 2004 sur TPS CinéCulte

- Michael Teigen (Frank)
- Donna White (Hannah)
- Enid-Raye Adams (Gina)
- John Pyper-Ferguson (Sims)
- Rik Kiviaho (Lieutenant de Sims)
- David Richmond-Peck (Tad)
- Larry Musser (Warren)
- Jessica Amlee (Rose)